# QEMU

QEMU je emulator otvorenog koda koji dinamičkim binarnim prevođenjem emulira procesor (CPU)  i različite uređaje za računalo, omogućujući  pokretanje različitih operacijskih sustava za goste, virtualna računala. Ime mu dolazi od engleskog Quick EMUlator.
QEMU se također može integrirati s Linuxovom komponentom KVM za virtualizaciju u kernelu  (Kernel-based Virtual Machine), za pokretanje virtualnih računala brzinom gotovo kao da se izvršavaju direktno na hardveru. QEMU također može napraviti emulaciju za procese na razini korisnika, dopuštajući aplikacijama kompajliranim za jednu arhitekturu da se izvode na drugoj arhitekturi procesora: primjerice programima za x86 da se izvršavaju na ARM-u.
QEMU podržava emulaciju raznih arhitektura procesora, uključujući:
- x86
- MIPS64 (do izdanja 6)
- SPARC (sun4m i sun4u)
- ARM
- SuperH
- PowerPC
- ETRAX CRIS
- MicroBlaze
- RISC-V.

Vezano za QEMU i emuliranje hardvera koji se predstavlja virtualnom računalu, on je u mogućnosti emulirati:
- Matične ploče s njihovim BIOS-om i emuliranim sklopovljem, čipset i sve dijelove matične ploče, kao i centralnog procesora (CPU).
- Diskovni kontroler s njegovim BIOS-om i emuliranim sklopovljem te sâme diskove.
- Mrežne kartice (sučelja) s njihovim BIOS-om i emuliranim sklopovljem.
- Grafičke kartice (sučelja) s njihovim BIOS-om i emuliranim sklopovljem.
- Sve ostale komponente virtualnog računala, kao da se radi o fizičkom računalu (pr. serijsko i paralelno sučelje, zvučna kartica, USB sučelja, floppy disk, NVMe sučelje, ...).

### QEMU diskovni formati
QEMU podržava mnoge formate diskovnih slika poput
- .dmg – format macOS
- .hdd i .hds – format Parallels
- .qcow2, .qed, .qcow i.cow – format QEMU copy-on-write
- .vdi – format VirtualBox Virtual Disk Image
- .vhd – format Virtual PC Virtual Hard Disk
- .vmdk – format Vware Virtual Machine Disk
- .img – format Raw images
- .vhdx – format Microsoft Hyper-V
- .iso – format CD/DVD diskovne slike.

## Dirty bitmapsiinkrementalni backup
Dirty bitmaps odnosno prljave bitmape objekti su u memoriji koji prate pisanje na blok uređaje. Mogu se koristiti u kombinaciji s raznim operacijama oko blokova podataka, za izvođenje inkrementalnih ili diferencijalnih načina izrade sigurnosnih kopija virtualnih računala. 
Bitmape su bit-vektori gdje svaki '1' bit u vektoru označava izmijenjeni (prljavi) segment odgovarajućeg blok uređaja. Veličina segmenta koji se prati je granularnost bitmape. Ako je granularnost bitmape 64K,[bit ili bajt?] svaki bit '1' znači da se 64K regija kao cjelina možda promijenila na neki način, moguće čak samo i za jedan bajt. 
QEMU koristi te bitmape kada pravi inkrementalne sigurnosne kopije kako bi znao koje dijelove datoteke kopirati. Datoteka o kojoj govorimo je slika diska virtualnog računala (disk image); primjerice QCOW2.
QEMU podržava zapisivanje ovih bitmapa na disku putem navedenog formata diskovne slike qcow2. Bitmape koje su pohranjene ili učitane na ovaj način nazivaju se trajnim, dok se bitmape koje nisu nazivaju tranzijentnim.
QEMU također podržava migraciju i tranzijentnih bitmapa (praćenje proizvoljnog formata slike) i trajnih bitmapa (qcow2) putem žive migracije.
Dirty bitmaps značajka nije omogućena prema zadanim postavkama i mora se izričito dodati kako bi se započelo praćenje zapisivanja podataka. 

## KVM
KVM (Kernel-based Virtual Machine) jezgreni je modul FreeBSD Unixa i Linuxa koji omogućuje korisničkim programima pristup hardverskim virtualizacijskim značajkama različitih procesora, s kojima QEMU može ponuditi virtualizaciju za razne arhitekture procesora poput x86, PowerPC i S/390. Kada je ciljna arhitektura ista kao i arhitektura glavnog računala, QEMU može koristiti posebne značajke KVM-a, kao što je hardversko ubrzanje svih značajki koje postoje u sâmom procesoru.

## Pogledajte i
- KVM
- Hipervizor
- Virtualizacija
- Proxmox Virtual Environment
- OpenStack